# Anthonique Strachan
Anthonique Strachan, född 22 augusti 1993, är en friidrottare från Bahamas. Hon deltog vid olympiska sommarspelen 2012, olympiska sommarspelen 2016 och olympiska sommarspelen 2020.